# Scambus viator
Scambus viator là một loài tò vò trong họ Ichneumonidae.